# Vila Moreira
Vila Moreira is een plaats (freguesia) in de Portugese gemeente Alcanena en telt 1 013 inwoners (2001).